# Wytzes- of Schoonbeeksgasthuis
Het Wytzes- of Schoonbeekgasthuis is een gasthuis in de stad Groningen. Het werd gesticht in 1696 door Lubbina van Daelen, weduwe van Hindrick Wytsens. De tweede naam van het gasthuis verwijst naar Jacobus Schoonbeek, die in de achttiende eeuw een van de voogden van het gasthuis was.
Het oorspronkelijke gasthuis stond aan De Laan. Het werd in 1911 verplaatst naar het huidige pand aan de Visserstraat. Het heeft tot 1981 als gasthuis gefunctioneerd.
Aduardergasthuis ·
Anna Varvers Convent ·
Armhuiszitten Convent ·
Hofje Ceramstraat ·
Corneliagasthuis ·
Doopsgezind Gasthuis ·
Gerarda Gockingahuis ·
Hesselinkstichting ·
Jacob en Annagasthuis · 
Juffer Margarethagasthuis ·
Juffer Tette Alberdagasthuis ·
Jan Luitjensgasthuis ·
Mepschengasthuis ·
Middengasthuis (Kleine Rozenstraat) ·
Middengasthuis (Grote Leliestraat) ·
Latteringe Gasthuis ·
Pelstergasthuis ·
Pepergasthuis ·
Pieternellagasthuis ·
Remonstrants Gasthuis ·
Rustoord ·
Sint Anthonygasthuis ·
Sint Martinusgasthuis ·
Hofje Tellegenstraat ·
Ter Schouw-Van Sanen Stichting ·
Typografengasthuis ·
Ubbenagasthuis ·
Vrouw Fransensgasthuis ·
Vrouw Wilsoors- of Aaffien Olthofsgasthuis ·
Weldadige Stichting Ketelaar-Bos ·
Wytzes- of Schoonbeeksgasthuis ·
Zeylsgasthuis